# Verklärungskirche (Tabor)

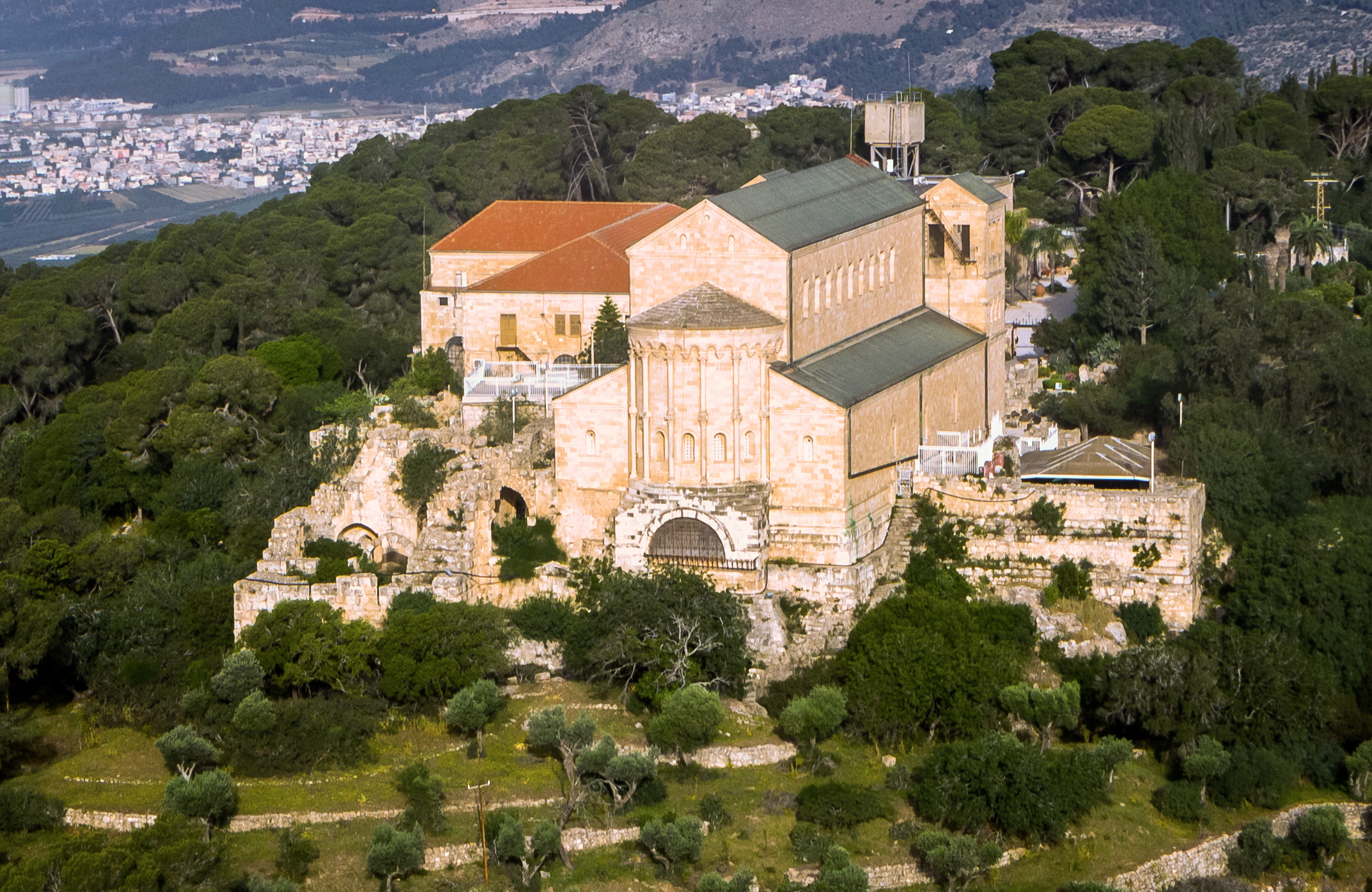
Kirche und Kloster auf dem Berg Tabor

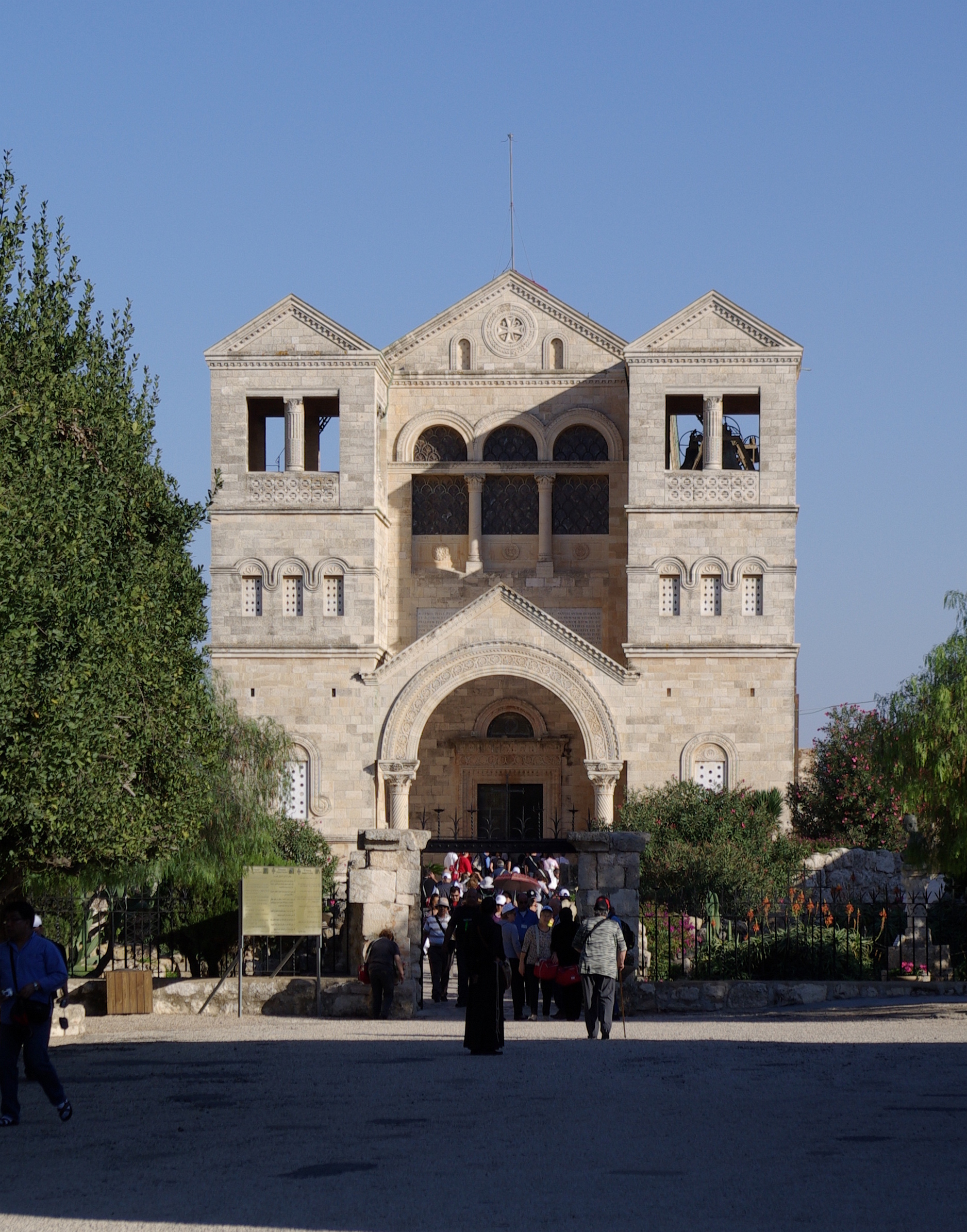
Eingang zur Verklärungskirche

Die Verklärungskirche ist eine Basilica minor auf dem Berg Tabor, am Ostrand der Jesreelebene in Galiläa im Norden Israels. Auf dem Berg Tabor soll die Verklärung des Herrn stattgefunden haben.

## Geschichte
2020 wurden in Kfar Kama, unterhalb des Berg Tabor, Grundmauern einer frühen christlichen Kirche gefunden.
Es finden sich auf dem Hügel Überreste des Benediktinerklosters S. Salvator aus dem 12. Jahrhundert wie auch Spuren einer sarazenischen Festung.
Die Franziskaner haben sich 1631 auf dem Bergplateau angesiedelt und von 1921 bis 1924 die Verklärungskirche auf dem östlichen Teil des Berges Tabor errichtet. Auf dem Nordteil befinden sich die griechisch-orthodoxe Eliaskirche und ein Kloster.

## Architektur
Die Architektur der Basilika orientiert sich an frühchristlichen Kirchen in Syrien mit der Fassadenarchitektur wie auch der Inneneinrichtung. Die dreischiffige Basilika wurde über den Grundmauern einer früheren Kirche errichtet. Architekt war Antonio Barluzzi.
Eine auf beiden Seiten von Zypressen begleitete Allee führt zum Eingangstor der Basilika und dem Konvent der Franziskaner.